# Nord-Helgelands prosteri

Prosterier i Sør-Hålogalands stift. Det orangea området på kartan är Nord-Helgelands prosteri.

Nord-Helgelands prosteri (norska: Nord-Helgeland prosti) är ett kontrakt (prosteri, norska: prosti) i Sør-Hålogalands stift inom Norska kyrkan. Kontraktet omfattar kommunerna Alstahaug, Dønna, Herøy, Leirfjord, Lurøy, Nesna, Rødøy och Træna i Nordland fylke i norra Norge.
Namnet kommer från landskapet Helgeland, som kontraktet utgör en del av.

## Socknar
Nord-Helgelands prosteri består av elva socknar (norska: sokn eller sogn) inom sju kyrkliga samfälligheter (norska: kirkelige fellesråd), som är baserade på kommunindelningen:

### Dønna kyrkliga samfällighet
- Dønna socken

### Herøy kyrkliga samfällighet
- Herøy socken

### Leirfjord og Alstahaugs kyrkliga samfällighet
- Alstahaugs socken
- Leirfjords socken
- Sandnessjøens socken
- Tjøtta socken

### Lurøy kyrkliga samfällighet
- Aldersunds socken
- Lurøy socken

### Nesna kyrkliga samfällighet
- Nesna socken

### Rødøy kyrkliga samfällighet
- Rødøy socken

### Træna kyrkliga samfällighet
- Træna socken